# Eufriesea velutina
Eufriesea velutina är en biart som först beskrevs av Jesus Santiago Moure 1999.  Eufriesea velutina ingår i släktet Eufriesea, tribus orkidébin, och familjen långtungebin. Inga underarter finns listade.